# Ann Clwyd
Ann Clwyd Roberts, nata Lewis (Halkyn, 21 marzo 1937 – Cardiff, 21 luglio 2023), è stata una politica britannica.

## Biografia

### Formazione
Nacque ad Halkyn nel 1937, crebbe nel villaggio di Pentre Halkyn. Studiò e si laureò presso l'Università di Bangor, divenendo prima docente e poi giornalista.

### Carriera politica
Entrò in politica, candidandosi per il collegio elettorale di Denbigh alle elezioni del 1970, arrivando in seconda posizione. Quattro anni dopo si candidò invece per il collegio di Gloucester, arrivando anche qui seconda.
Dal 1979 al 1984 divenne europarlamentare per la circoscrizione del Galles centro-occidentale. A seguito della morte del parlamentare Ioan Evans vennero indette delle elezioni suppletive che la videro al primo posto col 58,8% dei voti.
Nel 1989 occupò l'incarico di ministra di Stato ombra per lo sviluppo all'estero, servendo fino al 1992, quando la nominarono segretaria di Stato ombra per il Galles. Rimase però anche qui per poco tempo perché designata segretaria di Stato ombra per il patrimonio nazionale.
Dal 2001 al 2005 fu vicepresidente del gruppo parlamentare del Partito Laburista. Contemporaneamente, nell'agosto 2004 divenne membro del Consiglio privato. Nel 2005 venne eletta capogruppo in Parlamento, battendo il politico Tony Lloyd. In questa carica restò per circa un anno e mezzo, quando fu sconfitta dallo stesso Lloyd.
Nel frattempo ancora parlamentare, annunciò le proprie dimissioni da membro del Parlamento in occasione delle elezioni del 2015. Tuttavia decise ufficialmente di abbandonare la politica nel 2019, non ricandidandosi alle elezioni dopo 35 anni di servizio.

## Vita privata
Si sposò nel 1963 col produttore televisivo Owen Dryhurst Roberts, dal quale assunse il cognome. Rimase vedova nell'ottobre 2012.
Ann Clwyd morì nella sua casa di Cardiff il 21 luglio 2023, all'età di 86 anni.